# Tadó
Tadó è un comune della Colombia facente parte del dipartimento di Chocó.
Il centro abitato venne fondato da Vasco Núñez de Balboa, Antonio Mosquera, Pedro de Ayamonte e Nicacio Arboleda nel 1533, mentre l'istituzione del comune è del 1906.